# Gran Premio di Germania 1972
Il Gran Premio di Germania 1972, XXXIV Großer Preis von Deutschland,  e ottava gara del campionato di Formula 1 del 1972, si è svolto il 30 luglio sul circuito del Nürburgring ed è stato vinto da Jacky Ickx su Ferrari, seguito dal compagno di squadra Clay Regazzoni; fu l'unica doppietta della stagione che riuscì ad ottenere la Scuderia Ferrari.

## Partecipanti
La Tyrrell schiera una 003 per Stewart e una 002 per Cevert.
La BRM schiera tre P160C per Beltoise, Ganley e Wisell e una P160B per Helmut Marko che però essendo ancora infortunato non corre.
La Ferrari iscrive tre 312B2 per Ickx, Andretti e Regazzoni, guarito dalla frattura al braccio.
La March schiera due 721G per Peterson e Lauda.
La Lotus schiera due 72D per Fittipaldi e Walker.
La McLaren iscrive una M19C per Hulme e una M19A per Redman.
La Matra schiera la nuova MS120D per Amon.
La Surtees schiera due vetture ufficiali per Hailwood e Schenken, oltre alla solita semi-ufficiale di De Adamich. Tutti e tre corrono sulla TS9B.
La Brabham schiera due BT37 per Hill e Reutemann e una BT34 per Wilson Fittipaldi
La Tecno iscrive una PA123/3 per Derek Bell.
La Eifelland March schiera una E21 per Stommelen.
Si iscrivono anche diversi team privati:
La Williams schiera una March 711 privata per Pace e una March 721 per Pescarolo che aveva distrutto a Brands Hatch la nuova Politoys.
La squadra Clarke-Mordaunt-Guthrie per la quale corre Beuttler schiera una March 721G.
La Scuderia Scribante, schiera una Lotus 72D per il sudafricano Charlton.

## Qualifiche
| Pos | No | Pilota               | Costruttore          | Squadra                         | Tempo  | Gap   |
| --- | -- | -------------------- | -------------------- | ------------------------------- | ------ | ----- |
| 1   | 4  | Jacky Ickx           | Ferrari              | Scuderia Ferrari SpA SEFAC      | 7:07.0 |       |
| 2   | 1  | Jackie Stewart       | Tyrrell-Ford         | Elf Team Tyrrell                | 7:08.7 | +1.7  |
| 3   | 2  | Emerson Fittipaldi   | Lotus-Ford           | John Player Team Lotus          | 7:09.9 | +2.9  |
| 4   | 10 | Ronnie Peterson      | March-Ford           | STP March Racing Team           | 7:11.6 | +4.6  |
| 5   | 7  | François Cevert      | Tyrrell-Ford         | Elf Team Tyrrell                | 7:12.2 | +5.2  |
| 6   | 12 | Carlos Reutemann     | Brabham-Ford         | Motor Racing Developments Ltd   | 7:12.4 | +5.4  |
| 7   | 9  | Clay Regazzoni       | Ferrari              | Scuderia Ferrari SpA SEFAC      | 7:13.4 | +6.4  |
| 8   | 8  | Chris Amon           | Matra                | Equipe Matra Sports             | 7:13.9 | +6.9  |
| 9   | 20 | Henri Pescarolo      | March-Ford           | Team Williams Motul             | 7:14.4 | +7.4  |
| 10  | 3  | Denny Hulme          | McLaren-Ford         | Yardley Team McLaren            | 7:14.5 | +7.5  |
| 11  | 21 | Carlos Pace          | March-Ford           | Team Williams Motul             | 7:16.6 | +9.6  |
| 12  | 15 | Tim Schenken         | Surtees-Ford         | Team Surtees                    | 7:17.2 | +10.2 |
| 13  | 6  | Jean-Pierre Beltoise | BRM                  | Marlboro BRM                    | 7:17.3 | +10.3 |
| 14  | 22 | Rolf Stommelen       | Eifelland March-Ford | Team Eifelland Caravans         | 7:17.5 | +10.5 |
| 15  | 11 | Graham Hill          | Brabham-Ford         | Motor Racing Developments Ltd   | 7:18.4 | +11.4 |
| 16  | 14 | Mike Hailwood        | Surtees-Ford         | Brooke Bond Oxo Team Surtees    | 7:21.0 | +14.0 |
| 17  | 18 | Reine Wisell         | BRM                  | Marlboro BRM                    | 7:21.4 | +14.4 |
| 18  | 17 | Howden Ganley        | BRM                  | Marlboro BRM                    | 7:22.3 | +15.3 |
| 19  | 5  | Brian Redman         | McLaren-Ford         | Yardley Team McLaren            | 7:23.2 | +16.2 |
| 20  | 16 | Andrea De Adamich    | Surtees-Ford         | Ceramica Pagnossin Team Surtees | 7:23.7 | +16.7 |
| 21  | 26 | Wilson Fittipaldi    | Brabham-Ford         | Motor Racing Developments Ltd   | 7:24.8 | +17.8 |
| 22  | 19 | Arturo Merzario      | Ferrari              | Scuderia Ferrari SpA SEFAC      | 7:25.9 | +18.9 |
| 23  | 25 | Dave Walker          | Lotus-Ford           | John Player Team Lotus          | 7:29.5 | +22.5 |
| 24  | 23 | Niki Lauda           | March-Ford           | STP March Racing Team           | 7:32.2 | +25.2 |
| 25  | 27 | Derek Bell           | Tecno                | Martini Racing Team             | 7:33.3 | +26.3 |
| 26  | 29 | Dave Charlton        | Lotus-Ford           | Scribante Lucky Strike Racing   | 7:34.1 | +27.1 |
| 27  | 28 | Mike Beuttler        | March-Ford           | Clarke-Mordaunt-Guthrie Racing  | 7:35.9 | +28.9 |

## Gara
| Pos | No | Pilota               | Costruttore          | Giri | Tempo/Ritiro     | Pos. Griglia | Punti |
| --- | -- | -------------------- | -------------------- | ---- | ---------------- | ------------ | ----- |
| 1   | 4  | Jacky Ickx           | Ferrari              | 14   | 1:42:12.3        | 1            | 9     |
| 2   | 9  | Clay Regazzoni       | Ferrari              | 14   | + 48.3           | 7            | 6     |
| 3   | 10 | Ronnie Peterson      | March-Ford           | 14   | + 1:06.7         | 4            | 4     |
| 4   | 17 | Howden Ganley        | BRM                  | 14   | + 2:20.2         | 18           | 3     |
| 5   | 5  | Brian Redman         | McLaren-Ford         | 14   | + 2:35.7         | 19           | 2     |
| 6   | 11 | Graham Hill          | Brabham-Ford         | 14   | + 2:59.6         | 15           | 1     |
| 7   | 26 | Wilson Fittipaldi    | Brabham-Ford         | 14   | + 3:00.1         | 21           |       |
| 8   | 28 | Mike Beuttler        | March-Ford           | 14   | + 5:10.7         | 27           |       |
| 9   | 6  | Jean-Pierre Beltoise | BRM                  | 14   | + 5:20.2         | 13           |       |
| 10  | 7  | François Cevert      | Tyrrell-Ford         | 14   | + 5:43.7         | 5            |       |
| 11  | 1  | Jackie Stewart       | Tyrrell-Ford         | 13   | Collisione       | 2            |       |
| 12  | 19 | Arturo Merzario      | Ferrari              | 13   | + 1 Giro         | 22           |       |
| 13  | 16 | Andrea De Adamich    | Surtees-Ford         | 13   | + 1 Giro         | 20           |       |
| 14  | 15 | Tim Schenken         | Surtees-Ford         | 13   | + 1 Giro         | 12           |       |
| 15  | 8  | Chris Amon           | Matra                | 13   | + 1 Giro         | 8            |       |
| NC  | 21 | Carlos Pace          | March-Ford           | 11   | Non classificato | 11           |       |
| Rit | 2  | Emerson Fittipaldi   | Lotus-Ford           | 10   | Cambio           | 3            |       |
| Rit | 20 | Henri Pescarolo      | March-Ford           | 10   | Incidente        | 9            |       |
| Rit | 3  | Denny Hulme          | McLaren-Ford         | 8    | Motore           | 10           |       |
| Rit | 14 | Mike Hailwood        | Surtees-Ford         | 8    | Sospensione      | 16           |       |
| Rit | 12 | Carlos Reutemann     | Brabham-Ford         | 6    | Differenziale    | 6            |       |
| Rit | 22 | Rolf Stommelen       | Eifelland March-Ford | 6    | Probl. Elettrici | 14           |       |
| Rit | 25 | Dave Walker          | Lotus-Ford           | 6    | Perdita d'olio   | 23           |       |
| Rit | 23 | Niki Lauda           | March-Ford           | 4    | Perdita d'olio   | 24           |       |
| Rit | 27 | Derek Bell           | Tecno                | 4    | Motore           | 25           |       |
| Rit | 29 | Dave Charlton        | Lotus-Ford           | 4    | Probl. fisici    | 26           |       |
| Rit | 18 | Reine Wisell         | BRM                  | 3    | Motore           | 17           |       |

## Statistiche
Piloti
- 8ª e ultima vittoria per Jacky Ickx

Costruttori
- 49° vittoria per la Ferrari
- 150º Gran Premio per la BRM

Motori
- 49ª vittoria per il motore Ferrari

Giri al comando
- Jacky Ickx (1-14)

## Classifiche

### Piloti
| Pos. | Pilota               | Punti |
| ---- | -------------------- | ----- |
| 1    | Emerson Fittipaldi   | 43    |
| 2    | Jackie Stewart       | 27    |
| 3    | Jacky Ickx           | 25    |
| 4    | Denny Hulme          | 21    |
| 5    | Clay Regazzoni       | 13    |
| 6    | Peter Revson         | 10    |
| 7    | Jean-Pierre Beltoise | 9     |
| 8    | François Cevert      | 9     |
| 9    | Chris Amon           | 9     |
| 10   | Ronnie Peterson      | 9     |
| 11   | Mike Hailwood        | 4     |
| 12   | Brian Redman         | 4     |
| 13   | Andrea De Adamich    | 3     |
| 14   | Mario Andretti       | 3     |
| 15   | Carlos Pace          | 3     |
| 16   | Howden Ganley        | 3     |
| 17   | Tim Schenken         | 2     |
| 18   | Graham Hill          | 2     |
| 19   | Arturo Merzario      | 1     |

### Costruttori
| Pos. | Team         | Punti |
| ---- | ------------ | ----- |
| 1    | Lotus-Ford   | 43    |
| 2    | Tyrrell-Ford | 33    |
| 3    | McLaren-Ford | 29    |
| 4    | Ferrari      | 29    |
| 5    | BRM          | 12    |
| 6    | March-Ford   | 12    |
| 7    | Matra        | 9     |
| 8    | Surtees-Ford | 9     |
| 9    | Brabham-Ford | 2     |